# ボーダーズ・レールウェイ
ボーダーズ・レールウェイ（英語: Borders Railway）はイギリス・スコットランドにある鉄道路線である。スコットランドの首都であるエディンバラとガラシールズ、ツイードバンク（いずれもスコティッシュ・ボーダーズ）を結んでいる。
路線の大部分は1969年にビーチング報告書をもとに廃止されたウェイヴァリー線（カーライル～エディンバラ）の北部区間に沿って敷設されている。ウェイヴァリー線の廃止はボーダーズ地方の鉄道網の喪失（沿岸部を東海岸本線が通っているが駅はない）を意味し、激しい論争の中廃止となったものである。廃止後、再開業を求める運動が行われ、2000年代前半には北部区間の再開業に向けた議論が山場を迎えた。スコットランド議会での議論ののち、2006年6月に2006年ウェイヴァリー鉄道法が成立し、2008年8月に現在の名称であるボーダーズ・レールウェイに改称された。工事は2012年11月に着工、2015年9月5日に開業した。なお、9月9日にはエリザベス2世臨席の下、開業式典が行われている。
ボーダーズ・レールウェイは非電化であり、複線であったウェイヴァリー線に対し一部区間を除き単線で建設されている。橋やトンネルなどの構造物の一部にはウェイヴァリー線時代のものを再整備して利用しているものもある。列車は平日・土曜日は20時まで30分毎、それ以降と日曜日は1時間ごとである。チャーター列車の運行が可能なようにダイヤが組まれており、開業後数週間は蒸気機関車が牽引する臨時列車が運行された。

## 背景

### ウェイヴァリー線
1849年にノース・ブリティッシュ鉄道がエディンバラとスコティッシュ・ボーダーズのホイックをつなぐ鉄道を開業、1862年には西海岸本線に接続するイングランドのカーライルまで延伸させ、ウォルター・スコットの小説の名前をとってウェイヴァリー線と命名した。1963年のビーチング報告書で不採算路線とされたウェイヴァリー線は、激しい反対運動が行われる中1969年1月に廃止された。運輸省によれば、廃止によるイギリス国鉄の負担減は536,000ポンドにのぼり、また、今まで通りの運行を継続するためにはこれとは別に約7万ポンドの補助金が必要であったという。ウェイヴァリー線最後の旅客列車は1969年1月5日に運行された45形D60号機「リザム・セント・アンズ」牽引のエディンバラ発セント・パンクラス（ロンドン）行の夜行列車であり、廃線に反対する活動家の妨害によってカーライルに定刻より2時間遅れて到着した。

### 再開業に向けた運動

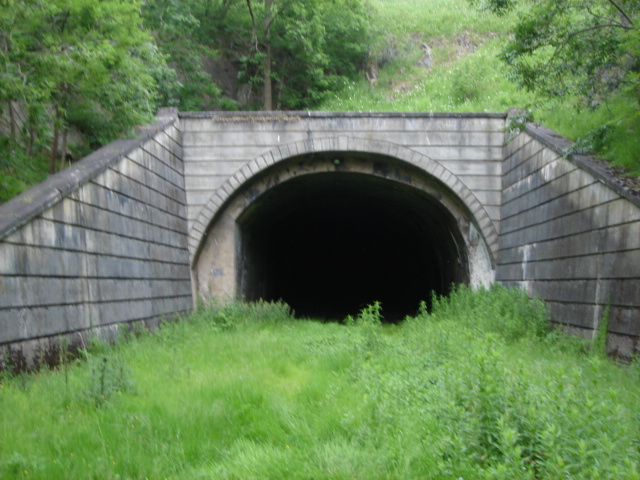
ボーシャンクトンネル跡（着工前・2006年）

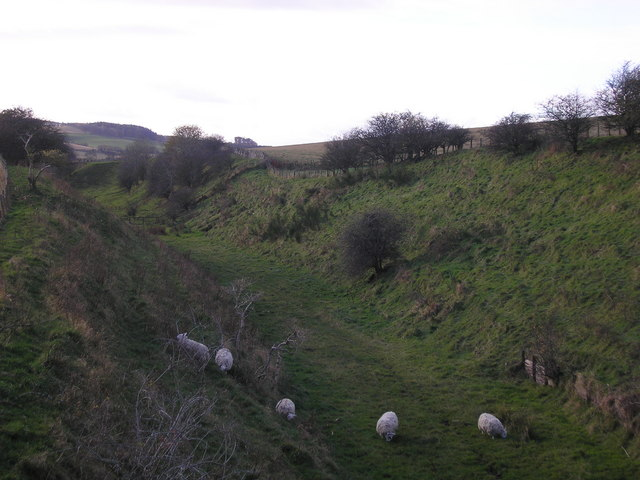
ゴアブリッジ付近（着工前・2007年）

1992年、ボーダーズの建築家サイモン・ロングランドがウェイヴァリー線の廃線跡をバイクで調査し、再開業の可能性を評価するためボーダーズ・トランスポート・フューチャーズ社を設立した。同社は実現可能性の調査を行った後、グレトナで西海岸本線から分岐し、ロングタウンからリッカードン・ジャンクション駅を経由してキールダー・フォレストに至る（グレトナ～ロングタウンはかつて存在した連絡線、リッカードン・ジャンクション以遠はボーダー・カウンティーズ鉄道）材木輸送用の支線を計画し、1997年には議会への提案目前までこぎつけたが、土地所有者の承諾が得られず頓挫した。この計画は「南ボーダーズ鉄道」と呼ばれており、同社のもう一つの計画であるエディンバラ・ガラシールズ間の「北ボーダーズ鉄道」がボーダーズ・レールウェイのもととなっていく。なお、両者を接続する計画はなかった。
1999年に設立されたボーダーズ・レール運動は北ボーダーズ鉄道計画をもとにガラシールズ～ツイードバンクの旅客再開業計画を推進した。同じ年、スコットランド議会はクリスティーン・グラハム議員提出のボーダーズ地域の経済衰退を止めることを目的としたウェイヴァリー線再開業決議を可決した。これを受け、スコットランド省はスコット・ウィルソン・グループに採算性調査を依頼し、2002年2月に解決に高額な費用を要する障害がいくつかあるものの、旧線の大半が再利用できることから「大きな計画上・環境上の制限はない」との回答を得た。
エディンバラ～ゴアブリッジ間の19kmでは、合計4か所の障害が指摘された。エディンバラ・シティ・バイパスとの交点では、計画時に地元の自治体が陳情を行ったのにもかかわらず運輸省に押し切られてしまい、道路が旧線跡を200mの長さにわたって斜めに横切っていた。エスクバンク（ダルキース）～ゴアブリッジ間ではA7号線の改良によって2か所で干渉が起きており、ゴアブリッジでは住宅街となってしまった部分が1か所あった。ゴアブリッジ～ツイードバンク間ではさらに干渉があり、インフラの整備費用が1億ポンドを超えることが予想された。また、利用客数の予想も芳しくなく、黒字化は見込めないとされており、赤字幅が最小になるのはゴアブリッジまでの整備であるとされた。その一方で、再開業はスコティッシュ・ボーダーズに900人分の雇用を新たに作り出すなどプラスの経済効果が見込まれるとされ、単線での敷設であっても、最高速度113km/h（70mph）～145km/h（90mph）が達成でき、ボーダーズ（ガラシールズ）からエディンバラへの所要時間が自動車での55分から45分に短縮できるとされた。 また、260万ポンドの追加投入により、材木輸送用にキールダー・フォレストまでの延伸も提案されている。
調査報告書ではゴアブリッジまでの再開業が赤字幅が最小だとされたものの、ボーダーズとの接続を求める要望に負け、スコットランド政府はガラシールズ地域までの再開業を行いエディンバラ通勤路線を48km延ばすこととした。
要望は特にボーダーズ・レール運動から来ており、2000年2月には17,261筆の署名がスコットランド議会に対して提出され、農村地域委員会を満場一致で通過したのちに本会議に送られている。同年6月1日に行われた討論では、「スコティッシュ・ボーダーズをエディンバラとカーライルを通して鉄道網に接続する提案を認め、スコットランド執行部（のちのスコットランド政府）が戦略鉄道庁などに諮ることを促す」決議（SIM-922）を満場一致で成立させた。スコティッシュ・ボーダーズ、ミッドロージアン、エディンバラの各カウンシルとスコットランド開発公社ボーダーズ、ボーダーズ・トランスポート・フューチャーズ、レールトラック、スコットレール（ナショナル・エクスプレス）はツイードバンクまでの再開業を進めるため、合同でスコットランド執行部の公共交通財源から190万ポンドを獲得し、3つのカウンシルは計画推進のためウェイヴァリー鉄道合同委員会を結成、1992年交通建設法に基づいた申請のためにコンサル会社のターナー＆タウンセンドを雇った。

### エディンバラ・クロスレール
ボーダーズ・レールウェイ計画が長い検討期間を経ている間、貨物専用線となって廃止を免れていたポートベロ信号所（東海岸本線との分岐点）～ミラーヒル間のウェイヴァリー線で旅客営業が2002年6月3日に復活し、ブルンステイン駅、ニュークレイグホール駅（パーク＆ライド施設併設）の2駅が開業した。駅の新設と本数の大幅増に伴う線路強化1.8kmで合わせて1000万ポンドの費用がかかったという。スコットレールによれば、民営化以降初の新駅を伴う再開業であり、1964年9月の4駅（ポートベロ旧駅を含む）同時閉鎖以来のエディンバラ東部での駅の営業であるという。ポートベロへの駅の設置も検討されていたが、東海岸本線列車への影響の懸念から断念されている。
この路線は「エディンバラ・クロスレール」と呼ばれ、158形気動車を使用してノース・クライド線バスゲイト駅とファイフ・サークル線ダンブレイン駅への直通列車が毎時1本ずつ合計毎時2本運行された。なお、バスゲイト行系統はエイドリー・バスゲイト・レール・リンクの副産物として電車での運行に移行している。クロスレール計画の成功は、ボーダーズ・レールウェイを後押しした。

### 費用便益分析
ボーダーズ・レールウェイの費用便益分析結果は2004年半ばに発表され、費用便益比は便益がわずかに上回る1.01～1.00という結果であるとされた。便益にはボーダーズで700戸、ミッドロージアンで1100戸の住宅開発の見込みを含んでおり、反対運動の的となった。2007年スコティッシュ・ボーダーズ議会選挙でボーダーズ党のニコラス・ワトソン候補（当選）はボーダーズ・レールウェイ計画を「巨大な無駄遣い」と表現し、代わりにグラスゴー空港アクセス線の整備に使うよう提言した。これに対し、ボーダーズ・レール運動は費用便益比の低さは貨物や臨時列車を走らせないことが原因であると反論している。2008年3月には費用便益比が修正され、建設費が増加したのにもかかわらず1.32と発表された。
最終的な費用便益分析は2013年2月に発表された。結果はそれまでの値を大きく下回る0.5であり、Local Transport Today誌に「近年の交通プロジェクトの中で最低のパフォーマンス」と評されている。この分析に対し、ボーダーズ・レール運動は年間想定乗客数が片道23,431人にとどまり、1日あたり70人、1列車当たり3人と既存のバスの利用者数を大きく下回るなど、低く見積もられていると反論している。

### 議会承認

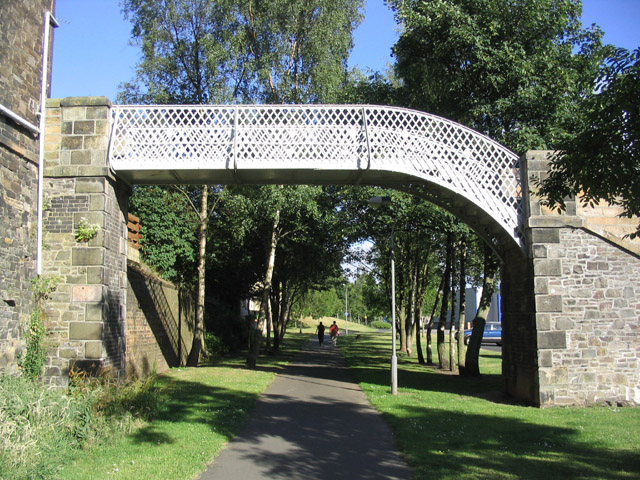
ガラシールズにあるウェイヴァリー線廃線跡をまたぐ陸橋。現在は下を線路が通っている。

2005年7月にウェイヴァリー法案委員会がガラシールズまでの再開業を支持する結果を出し、同年9月に本会議での討論が行われ、再開業を支持する決議が賛成102票、反対0票、棄権1票で可決された。ウェイヴァリー法案委員会は翌2006年5月9日にストウへの駅設置とツイードバンクまでの全線再開業を勧告する最終報告書を提出し、同年6月14日の最終討論ではこれらの内容を含めた2006年ウェイヴァリー鉄道法が賛成114票反対1票で可決された。この法律は6月24日に国王裁可を受け、ツイードバンクまで7駅48kmの路線の建設が承認された。法案の可決まで3年の年月、29回の委員会、108人の証人、高さ1.2m分の紙が使用された。
この計画はロビン・フッド線よりも3.2km長く、近年イギリスで再開業した路線の中で最長であるほか、スコットランドにおいては1902年のウェスト・ハイランド線以来最長の開業区間である。2008年8月6日には名称がボーダーズ・レールウェイに改められ、トランスポート・スコットランドの管理下に入った。

### 建設

#### 入札
2009年10月にはPFIを公共支出として扱うことを定めた新規定に関するスコットランド政府と財務省の話し合いを受け、入札の公告が延期された。また、11月4日には財務大臣のジョン・スウィニー（英語版）によって建設開始を2011年スコットランド議会選後とした工程表が発表された。同年12月16日に欧州連合官報に公告が掲載され、ようやく入札手続きが開始された。
2010年6月にはトランスポート・スコットランドがBAM UK、IMCD（ロバート・マクアルピン卿、イリジウム（ACS子会社）、カリリオン）、ニュー・ボーダーズ・レールウェイ（フルア、ミラー）、ウベリア）の3つの企業連合が入札に参加すると発表した。しかし、ニュー・ボーダーズ・レールウェイはフルアの撤退によって2010年11月に参加を断念し、IMCDもカリリオンの撤退によって2011年6月に参加を取りやめ、入札手続きは中止された。
計画の実行にはネットワーク・レールが選ばれ、数か月の交渉の末に2012年11月6日にニュートングレンジのスコットランド国立炭鉱博物館で委託契約書の調印式が行われた。契約では2015年までに完了することになっており、契約金額は2億9400万ポンドである。なお、これは当時の想定費用であった2億3000万ポンドや2000年時点の想定費用であった1億ポンド、2007年から2008年にかけてネットワーク・レールが合意した1億8900万ポンドのいずれと比べても高い金額である。
2012年12月にネットワーク・レールは主契約者としてBAMナッタルを選定した。ネットワーク・レールの計画担当チームのメンバーはエイドリー・バスゲイト・レール・リンク計画のそれとほぼ同じであり、チーム間の連携改善のために事務所をニュートングレンジの1か所に絞るなど、前回の反省が生かされている。2013年6月には新たな橋梁、駅、道路や改修される既存の橋梁の設計と建設の支援を内容とした契約が350万ポンドでURSと結ばれた。

#### 仕様

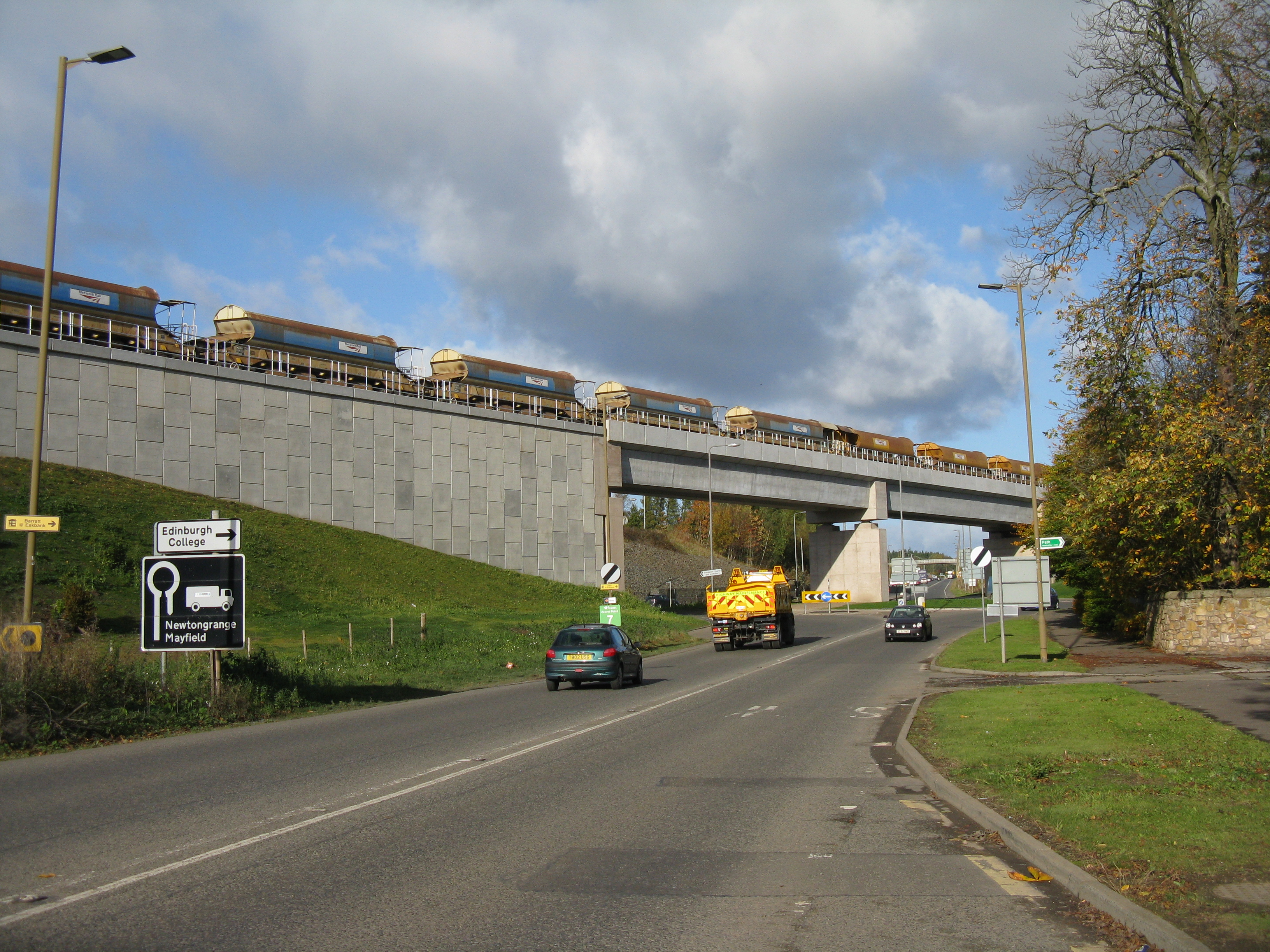
ハーデンガーデン・ラウンドアバウトをまたぐ新設された陸橋。なお、上を走っている貨車は工事用のもの（2014年10月）

再開業が行われる区間の長さは50kmで、線路65km分、橋梁新設42本、橋梁改修95本、トンネル改修2本が含まれ、150万トンの土砂が動かされ、ショーフェア、エスクバンク（ダルキース）、ゴアブリッジ、ニュートングレンジ、ガラシールズ、ツイードバンクの6か所に駅が新設された。用地と需要の関係上単線で敷設されたが、30分間隔の運行に備えて3か所に設置された交換設備は有効長の長い「ダイナミック・パシング・ループ」として整備されており、合計で15.3km分が事実上の複線区間となっている。また、非電化路線ではあるものの、電化が容易であるように新設された橋の車両限界はW12対応となっている。最高速度は区間によっては145km/h対応となっているが、路線平均速度は56～63km/hである。
区間内の27か所の大規模構造物のうち、最も困難が伴ったのはエディンバラ・シティ・バイパス（A720号線）との交点であり、道路に仮線を設けたうえでトンネルが掘られた。これを含め、5か所で関係する道路整備が行われている。また、整備区間の北部では、古いもので16世紀までさかのぼったり記録の残っていないなどする炭鉱の坑道が工事を妨げた。ガラ・ウォーターとツイード川をまたぐ19か所の橋梁を含め、200以上の橋が計画に関わっており、そのうちのひとつであるA7号線ハーデンガーデン・ラウンドアバウトをまたぐ陸橋では2013年を通して工事が行われた。このほかにもガラシールズ郊外において埋め戻された切土の再掘削や送電線の下を通すための橋の再建が行われている。

#### 着工
着工式はスコットランド運輸相ステュアート・スティーヴンソンと活動家マッジ・エリオット出席のもと、2010年3月3日にガラシールズで行われた。これにより、着工した際にスコットランド政府に完成を義務付ける2006年のウェイヴァリー鉄道法の条項が発動された。
本格的な工事は土地の買収や植生と炭鉱の残骸の除去をはじめとした準備作業（費用5400万ポンド）ののち、2013年4月8日に開始された。まず行われたのはモンクトンホールでの廃線跡の開削とショーフェア駅予定地の更地化であり、次に同年8月6日には1つ目の橋であるミラーホールのライ・ホー橋（ニュークレイグホールから旧線跡に移行する地点）の建設が始まった。ニュートングレンジ付近の工事では、地域交通への負荷軽減のため、残土輸送のトラックは再利用されることになっていたニューバトル橋梁を通すことになった。

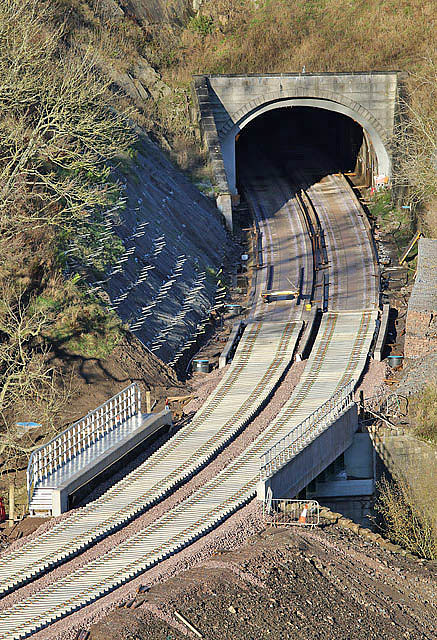
線路敷設準備中のボーシャンクトンネル付近（2014年11月）。列車交換のための「ダイナミック・パシング・ループ」となっており、事実上の複線区間である

線路の敷設は2014年4月4日にボーシャンクトンネルにおいて開始され、同年9月30日には45年ぶりにウェイヴァリー線に（工事用）列車がニュークレイグホールまで運行された。本格的な敷設開始は2014年10月6日であったが、それまでの期間にボーシャンクトンネルのスラブ道床敷設や大部分のバラスト散布、分岐器部分の工事は済んでいた。バラスト散布は補強が行われた前述のニューバトル橋梁から始まり、10月末にはショーフェアの交換設備とボースウィックの交換設備の1線のうち3.2km分を含む18km分の線路の敷設が完了した。2014年11月には枕木の落下で下請け業者の作業員が足を負傷する事故があり、工事が停止されたが、敷設手順の調査ののちに翌2015年1月12日に再開された。2015年2月3日には、ガラシールズまでの区間が完成し、数百人が見守る中、GBレールフレイト66形66761号機・66741号機の牽引によって1969年以来初となる列車がガラシールズ駅に入線した。

#### 完成

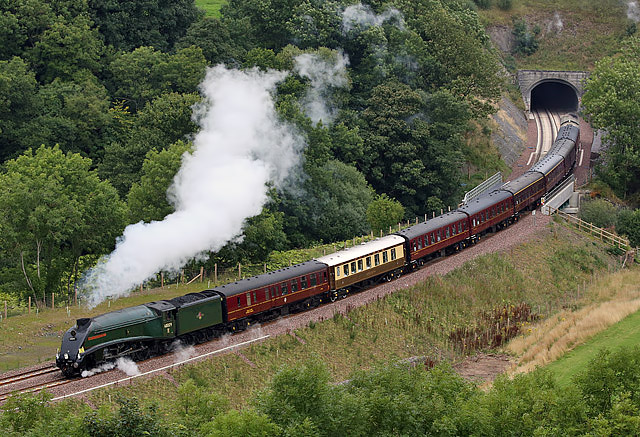
開業式典のためエリザベス2世女王を載せてツイードバンクに向かうお召列車（2015年9月9日）

2015年2月5日にネットワークレールの線路敷設機械がツイードバンクに到達し（なお、両方の線路に敷くだけのレールがなかったため敷設完了は翌日となった）、2月12日にはキース・ブラウンによってレール締結式が行われた。ここまでの過程でレール1000本、枕木10万本が使用されたといい、この後信号関連や駅の工事が進められた。2015年4月にはエディンバラ・ウェイヴァリー駅に隣接する指令所（IECC）によってコントロールされるGSM-Rシステムが完成している。
2015年5月13日には、ツイードバンク～ミラーヒル間でダイレクト・レール・サービス37形604号機とDBSO 9702号によって初の試運転列車が運転された。同年6月4日には完成を記念する式典がエディンバラ・ウェイヴァリー駅で行われ、活動家でボーダーズ・レール運動の発起人のマッジ・エリオットにちなみ、66形528号機が改名された。正式な完成とスコットレール・アライアンス（ネットワーク・レール、アベリオ・スコットレール）への引き渡しは6月14日に行われた。6月7日からは12週間の期間で運転士車掌各64人の乗務員訓練が開始され、ホームとの段差を測定する確認列車が大勢のネットワーク・レール職員を乗せて観客が待ち受ける各駅に停車しながら、開業を宣伝する特別塗装をまとったアベリオ・スコットレール170形170414編成によって運転された。翌日には運転士訓練列車が158形158741編成を用いて運転されており、7月26日にはマッジ・エリオットも同乗している。ボーダーズ・レールウェイ計画は英国王立勅許鑑定士協会によって2016年スコットランドインフラ賞に選ばれている。

#### 開業
営業運転は2015年9月6日にツイードバンク8時45分発の158形158701編成によって開始された。この日だけで延べ2500人以上の人がボーダーズ・レールウェイを利用した。なお、これに先立って9月4日には報道向けにエディンバラ・ウェイヴァリー10時20分発ツイードバンク行の列車が運転されている。
正式な開業は2015年9月9日に同日イギリス国王として在位期間が最長となったエリザベス2世女王によって行われ、エリザベス女王はエディンバラ公とスコットランド首相ニコラ・スタージョンとともにLNER A4形4488号機「ユニオン・オブ・サウス・アフリカ」牽引のマーク1客車（SRPS提供）・プルマン客車310号「ペガサス」に乗車した。当日は悪天候によりバルモラル城からのヘリコプターでの出発が遅れ、また、ニュークレイグホールでも列車の待避のために遅れが発生した。一行はニュートングレンジとツイードバンクで降車し、それぞれ開業を記念する銘板の除幕を行った。翌日から6週間、毎週3便の特別列車が4488号機によって運転され、17本合計で約6200人が乗車した。
開業後1か月間で延べ125,971人（往復で1人）がボーダーズ・レールウェイを利用し、65万人という開業初年の年間予想乗客数の19.4％に達した。これにより、中間駅において乗車ができない事象が発生し、朝などのピーク時の列車が4両や6両に増結されたほか、ツイードバンクにおいては235台分が用意されていた駐車場が9時前に満車になることが相次いだため、臨時駐車場が設置された。ニュートングレンジのスコットランド国立炭鉱博物館では、来館者数の増加が確認されたほか、ツイードバンクから少し離れたメルローズやセント・ボスウェルズなどの街においても観光業を中心に経済に好影響が及んでいる。

## 路線詳細

### 線形

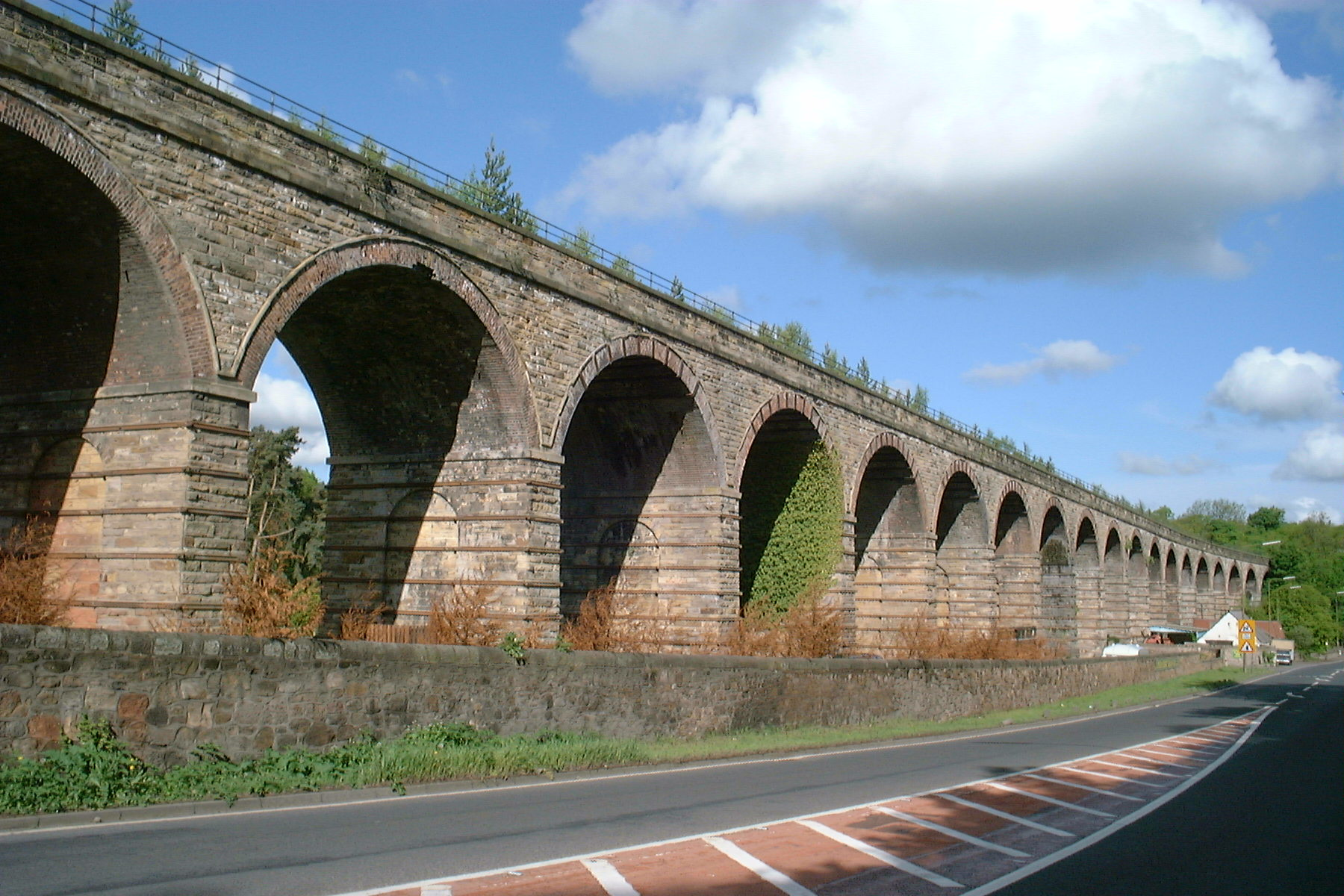
整備開始前のニューバトル橋梁（2000年5月）

新線区間は貨物専用線としてのウェイヴァリー線残存区間からニュークレイグホール南信号所で分岐し、旧線西側に並行するルートをとってミッドロージアン炭田の一部をなしていたモンクトンホール炭鉱跡を越える。ニュークレイグホール南信号所は1つ目の交換設備の始まりでもあり、複線区間がエディンバラ・バイパスを超えたところにあるキングス・ゲート信号所まで3.4km続いている。旧線跡から南西に600m離れた新線はミラーヒル付近に新たにできた道路や炭鉱の残骸を避けつつ、ショーフェアの新興住宅地に駅を設けている。「ショーフェア・ループ」と呼ばれるこの交換設備は最高速度97km/hとなっており、北側入り口には64km/h、南側入り口には89km/hの制限がかかっている。キングス・ゲイト信号所手前ではエディンバラ・バイパスが新設された橋によって線路をまたいでおり、信号所からは旧線跡に戻ってエスクバンク、ニュートングレンジ、ゴアブリッジと単線区間が8.9km続く。
エスクバンクを出るとすぐにハーデングリーン橋梁（コンクリート製・80m）でA7号線をまたぎ、スコットランド最古の鉄道橋のひとつであり、エディンバラ・アンド・ダルキース鉄道によって1829年～1831年に架けられたグレンエスク橋梁（単スパン）で北エスク川（英語版）を越える。ニューバトル橋梁（1847年完成・23アーチ）では2線分の線路敷の中央を走り、ゴアブリッジの先、フッシーブリッジ信号所からタインヘッド駅跡までの6.1kmの間再び複線区間となる。タインヘッド駅跡からは16kmにわたって単線区間が続き、途中のファラヒル（英語版）では旧線跡がA7号線の改良に使用されてしまったため、箱状のコンクリート製構造物で道路の下を潜っている。複線用の線路敷に単線を敷設したことは、ファラヒルでの完全新線の採用と相まってウェイヴァリー線時代と比べて高い最高速度につながっており、曲線によって97km/h制限が課されていた旧線に対し、最高138km/hでの運行が確認されている。この区間の制限速度はタインヘッドの南側2.8kmで145km/h、3つ目の交換設備の入り口であるガラバンク信号所までの11kmは中間地点に97km/h制限があるものの137km/hである。

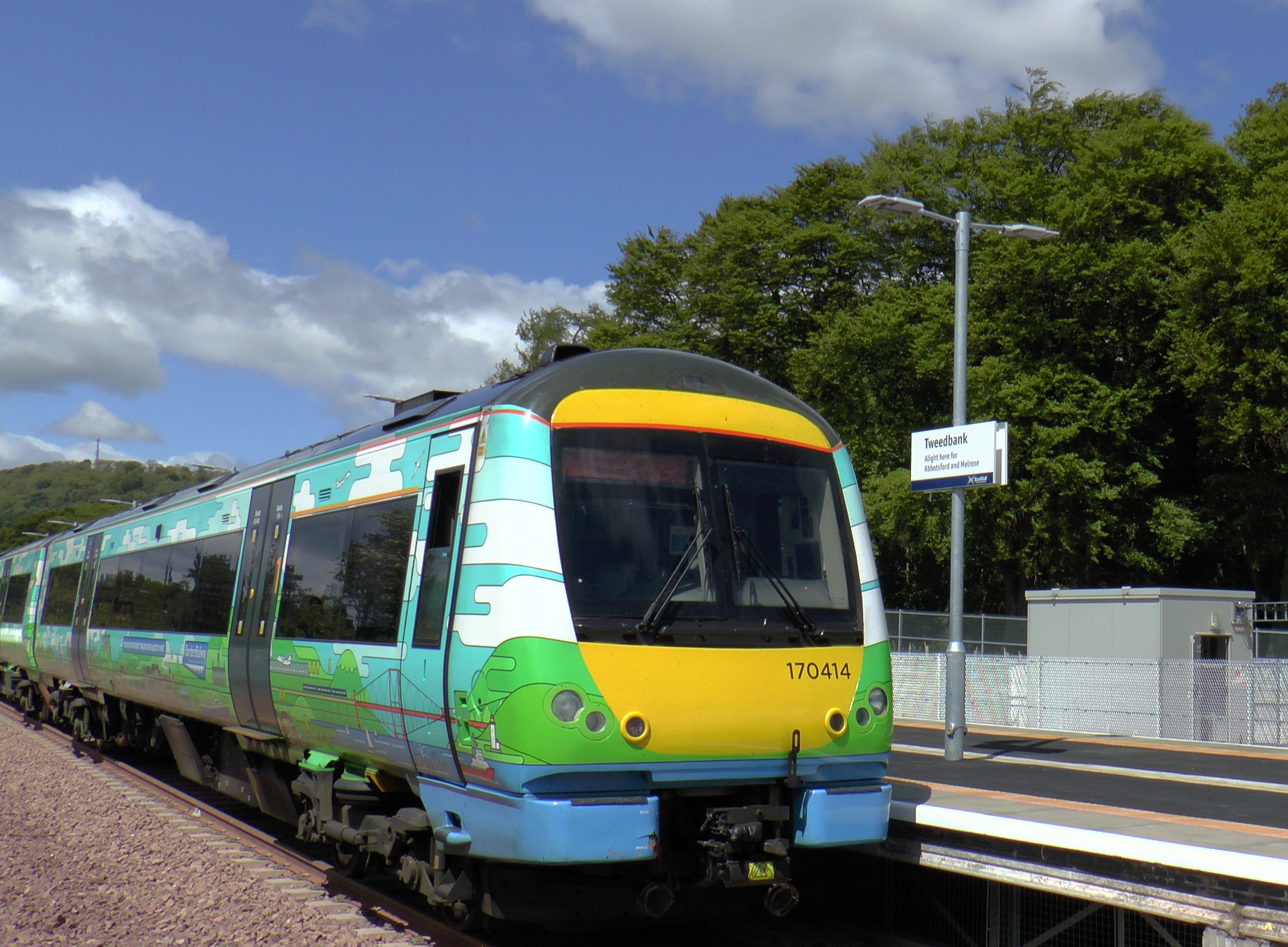
170形（ツイードバンク駅・2015年6月）

最後の複線区間はストウ駅手前のガラバンク信号所から始まり、複数のS字カーブや全長200mのボーシャンクトンネルを経て5.2kmにわたって続く。この区間の最高速度は110km/hであり、ガラバンク、ボウランドの各信号所では97km/h制限が存在する。ボーシャンクから先はツイードバンク駅構内を除きすべて単線であり、ガラシールズの手前には全長63mのトーウッドリートンネルがあるほか、3.2kmの間に4つの橋が集中している。ガラシールズでは旧線跡が他に転用されてしまっており、急斜面と旧駅跡地に建設されたスーパーマーケットの間を東に抜ける。最後の3.2kmの区間では旧線跡に戻って再建された築堤と切通しを通り、B類指定建造物であるレッドブリッジ橋梁でツイード川を渡る。
勾配の面で言えば、ボーダーズ・レールウェイはエスクバンクまでは平坦であり、そこからファラヒルの最高点（海抜268m）まで最急勾配1:70で上ったのちに1:150を中心とした下り勾配でガラシールズ、ツイードバンクまで降りる。ファラヒルの最高点はイギリスの標準軌鉄道の最高点として10位であり、シャップ峠（ウェスト・コースト本線・カンブリア）とは11m差である。最高点手前のフッシーブリッジ・ループの1:70勾配はウェイヴァリー線時代、重い荷を積んだ蒸気機関車にとっての難所として知られていた。
ニュートングレンジ付近では複線化用地が用意されており、複線区間の拡大が容易なようになっている。分岐器は各交換施設に2つずつとツイードバンク駅に1つの計7つが使用されている。

### 駅

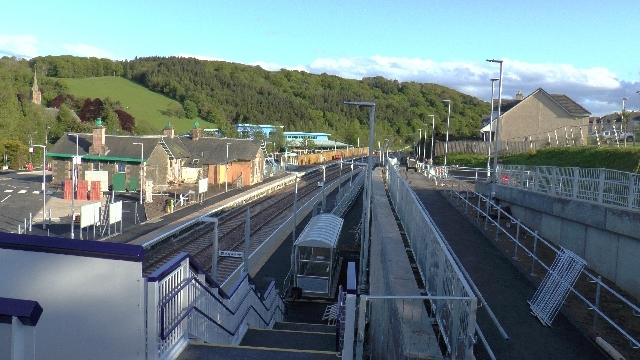
ストウ駅
旧駅舎が引き続き使用されている

長さ48kmの路線にはエディンバラ・ウェイヴァリー、ブルンステイン（英語版・街）、ニュークレイグホール（英語版・街）、ショーフェア（英語版・街）、エスクバンク（英語版・街）、ニュートングレンジ（英語版・街）、ゴアブリッジ（英語版・街）、ストウ（英語版・街）、ガラシールズ（英語版・街）、ツイードバンク（英語版・街）に駅が設けられており、エディンバラ周辺での他列車との競合によって減速されている列車を除き、大半の列車は55分で走破する。新設された駅は全て無人駅であり、自動券売機が設置され、列車情報が提供される。バスとの乗り継ぎ施設が地元カウンシルによって整備（費用520万ポンド）されたガラシールズを除き、全駅にパーク・アンド・ライド施設が備わっている。ストウ駅は当初の計画にはなく、ボーダーズ・レール運動の働きかけによって追加されたものであり、唯一一部の列車が通過する。ツイードバンク駅のホームの延長も同様の働きかけの成果であり、最大10～12両の団体臨時列車が停車できるよう、全長は285mとなっている。その他の駅に関しては現行160mであるが、235mに延長することができるよう用地が確保されている。

### 名称
「ボーダーズ・レールウェイ」という名称の使用が初めに確認されたのはウェイヴァリー線財団の依頼によりコーラス・レール・コンサルタンシーが2004年1月に作成した報告書「Delivering an innovative Borders Railway」である。それまでは主に「ウェイヴァリー・レールウェイ」や「ボーダーズ・レール・リンク」等の名称が用いられており、2008年に改名されるまでは前者は正式な計画名称でもあった。2014年半ばにはトランスポート・スコットランドが路線名称の公募を検討したが、ボーダーズ・レールウェイとして知名度を得ているとしたスコティッシュ・ボーダーズ・カウンシルの反対により、計画名称がそのまま路線名称となった。スコティッシュ・ボーダーズ・カウンシルとボーダーズ・レール運動によれば、前身にあたる「ウェイヴァリー線」の名を使用することはウェイヴァリー線がカーライルまでの全線に対する名称であることから不正確であるとされている。

### 利用客数
2012年にトランスポート・スコットランドが発行した費用便益分析所では、予想利用客数は647,136人（往復で1人・乗降数は約260万回）とされており、その内訳はエディンバラ・パーク4071人、ヘイマーケット35,329人、エディンバラ・ウェイヴァリー220,533人、ブルンステイン、ニュークレイグホール合計986人、ショーフェア61,860人、エスクバンク130,525人、ニュートングレンジ52,918人、ゴアブリッジ90,019人、ストウ5843人、ガラシールズ23,431人、ツイードバンク21,621人（既存駅については増加分）となっていた。
開業後1か月間では、延べ125,971人が利用した。翌2016年1月23日（開業から約4か月半）には利用客数が537,327人に達し、さらにこの間週間利用客数は常に2万人を上回った。同年5月31日には開業以来694,373人が利用したことが発表され、ツイードバンクは予測18,978人に対し約10倍の183,918人、ガラシールズは予測20,567人に対し約5倍の104,593人が利用したことが判明した一方、エスクバンク、ゴアブリッジ、ショーフェアの各駅では乗客数が予測を下回ったことが明らかになった。開業1周年を迎えた2016年9月には、延べ乗客数が100万人を超えたと発表された。
2015年から2016年にかけての年間利用客数はエディンバラ・ウェイヴァリー31,723,960人、ブルンステイン165,978人、ニュークレイグホール224,026人、ショーフェア13,202人、エスクバンク128,298人、ニュートングレンジ86,298人、ゴアブリッジ59,304人、ストウ39,656人、ガラシールズ213,760人、ツイードバンク300,602人であった。
2017年から2018年にかけては利用者数はさらに5.5％増加し、約150万人となった。

## 運行

### 列車

#### ダイヤ
平日・土曜日は20時まで両方向に30分毎、20時以降と日曜日は両方向に1時間ごとに運行される。平日ダイヤでは上り始発列車はツイードバンクを05:20に、下り最終列車はエディンバラを23:54に発車する。下り列車のエディンバラ発車は毎時24分と54分、上り列車のツイードバンク発車は毎時28分と58分が基本であり、一部列車は数分程度ずれる場合がある。30分間隔の時間帯はピーク時を除き始発駅を正時近くに発車する列車はストウには停車しない。ほとんどの列車はエディンバラ～ツイードバンクで完結するが朝の上り列車の一部と夕方の下り列車の一部はファイフ・サークル線グレンロセス・ウィス・ソーントン駅（英語版・ファイフ・サークル線・ファイフ・サークル線）に直通する。
1時間間隔の時間帯には団体臨時列車を走らせることができるようダイヤが組まれているが、一部列車に時刻変更が生じることがある。

#### 車両
ボーダーズ・レールウェイはスコットレール・フランチャイズの一部であり、現在は2015年4月からスコットレールを運行しているアベリオ・スコットレールによって運行されている。運行開始当初は主に158形気動車が用いられており、これに加えボーダーズの観光名所を宣伝する特別塗装をまとった170形気動車が1本運行されていた。
運行開始前、ネットワーク・レールは3両編成で運行を開始し、グラスゴー～フォルカーク～エディンバラ線の電化後に余剰となる170形を利用して6両編成に増強する方針を示していた。
運転士はエディンバラとツイードバンクの2か所の乗務員区所に所属しており、このうちツイードバンクでは2013年に運転士見習18人の募集が行われ、2229人が応募した。
2018年以降、列車は主に170形気動車で運行され、オフピーク時には毎時1本がファイフ・サークル線に直通する。

### 運賃
2014年2月に発表された当初の運賃計画では最高10ポンド、平均3.50ポンドとなっていた。アベリオ・スコットレールによって2015年6月に発表された運賃の枠組みでは、エディンバラ～ツイードバンクは大人片道10ポンド、往復（時間帯制限なし）16ポンド、往復（オフピーク）11.20ポンドとなっている。
以下の表は2014年前半の発表に基づくものである。
| 運賃                 | ツイードバンク | ガラシールズ | ストウ | ゴアブリッジ | ニュートングレンジ | エスクバンク | ショーフェア | ニュークレイグホール | ブルンステイン | ウェイヴァリー |
| ガラシールズ         | £1.80          |              |        |              |                    |              |              |                      |                |                |
| ストウ               | £3.20          | £1.80        |        |              |                    |              |              |                      |                |                |
| ゴアブリッジ         | £5.90          | £5.30        | £2.80  |              |                    |              |              |                      |                |                |
| ニュートングレンジ   | £6.50          | £6.10        | £4.60  | £2.00        |                    |              |              |                      |                |                |
| エスクバンク         | £7.00          | £6.50        | £5.10  | £2.40        | £1.70              |              |              |                      |                |                |
| ショーフェア         | £7.20          | £6.90        | £5.70  | £3.00        | £2.20              | £1.50        |              |                      |                |                |
| ニュークレイグホール | £8.30          | £7.90        | £6.40  | £3.80        | £3.10              | £2.60        | £1.10        |                      |                |                |
| ブルンステイン       | £8.80          | £8.30        | £6.90  | £4.30        | £3.50              | £3.10        | £2.00        | £1.30                |                |                |
| ウェイヴァリー       | £9.80          | £9.10        | £7.70  | £5.20        | £4.60              | £4.30        | £3.20        | £2.40                | £2.40          |                |
| ヘイマーケット       | £9.80          | £9.10        | £7.70  | £5.20        | £4.60              | £4.30        | £3.20        | £2.40                | £2.40          | £2.10          |

### コミュニティ・レール・パートナーシップ
開業と時を同じくしてコミュニティ・レール・パートナーシップが設立されている。

## 効果
2012年11月に当時のスコットランド運輸省キース・ブラウンはボーダーズ・レールウェイはボーダーズに投資を呼び込むのに加え、スコットランド全体に対し3300万ポンドの経済効果をもたらすと述べている。建設工事だけでも400人の雇用が創出され、エディンバラとの所要時間短縮に伴う経済の発展と住宅需要の増加に弾みをつけると予想された。また、約6万回の車での移動が削減されるとされ、CO2排出量を減らすとともにA7（英語版）・A68（英語版）号線の交通量を軽減し、事故件数を抑える効果も期待された。2013年にはミッドロージアンに2012年に新たに建設された家が倍増（ボーダーズ・レールウェイ沿線において特に多かった）していたことが明らかになり、住宅需要の増加が裏付けられた他、今後25年間でショーフェア付近において新たな家が約4000軒建設されると予想された。2014年8月20日には当時のスコットランド首相アレックス・サモンドがスコティッシュ・ボーダーズ議会議員との会議において、ボーダーズ・レールウェイの開業がスコットランド経済に対し100万ポンド単位の効果を生むとし、ボーダーズでの観光需要喚起につなげるために調査を行うと述べた。
モファット旅行・観光事業開発センターの調査によれば、2016年1月―7月の期間においてミッドロージアンとボーダーズの観光名所への訪問者数はそれぞれ4％と6.9％増加したとされており、また、ガラシールズの近くにあるウォルター・スコットの邸宅アボッツフォード・ハウスへの来館者数は2016年に12％増加した。
トランスポート・スコットランドとボーダーズ・レールウェイ計画グループの依頼により行われた調査（2017年6月15日発表）によれば、ボーダーズ・レールウェイの利用者の50％が新たに沿線地域に引っ越した人であり、転職者の80％以上が路線の存在を決断理由の一つに挙げているとしている。さらに、開通により車移動4万回、バス移動2万2000回が削減されたとし、沿線地域への訪問者の23％は路線がなければ訪問しなかったであろうと結論付けている。

## 批判

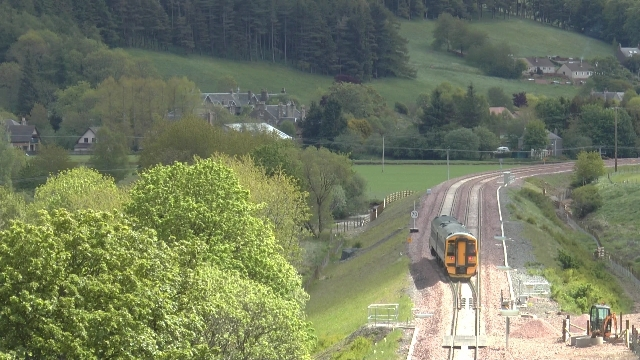
ガラバンク信号所にて、複線区間に進入する158形

### インフラ
ボーダーズ・レールウェイは限られた予算の中、単線での敷設や古い2両編成の気動車の使用などのコスト削減への工夫を行いつつ開業しており、「ベーシックな鉄道」に近いと形容される。これは当初から複線電化路線として計画されたエイドリー・バスゲイト・レール・リンク（英語版）と対照的であり、計画への懐疑論や計画が大規模になることへの抵抗が理由であるとされている。
2011年にトランスポート・スコットランドが行ったコストカットへの取り組みでは、当初合計26kmの計画であった複線区間が短縮され、8つの道路橋について複線化用のスペースの確保を取りやめた（このうち5つが存在するタインヘッド～ストウ間ではこれ以外に複線化への障害は存在しない）。
同様に、ゴアブリッジの区間においても複線化用スペースの確保は行われず、このうちの主たるものとしてハーデンガーデンとゴアグレンにおいてA7号線をまたぐ橋梁16a・24aが挙げられる。これらの事例は道路の車線増加を見込んで必要以上に長く建設されたA720号線をまたぐ橋梁をはじめとした、道路側の設備の品質と対照的である。なお、BAMナッタルによるプレスリリースによれば、ボーダーズ・レールウェイ計画の予算には鉄道本体の整備だけでなく、周辺道路10km分も含まれている。これらの変更は計画を予算内におさめ、納期に間に合わせるためにネットワーク・レールが強行したものであることがのちに判明している。
これらに加え、側線が存在しないことから、車両故障が発生した場合には救援のために大きな混乱が生じることが予想された。
これらの懸念は開業後発生した混雑や長時間停車などの問題によって裏付けられており、また、開業1か月後には信号トラブルによって混乱が発生している。

### ダイヤ
ボーダーズ・レール運動は平日30分間隔で運行される各駅停車列車が通勤客にとって便利であることを認める一方、それが路線にとって最善なのかどうかについて疑義を呈しており、30分毎の各駅停車に加え、1時間ごとの特急列車の運行を提言している。

### メルローズへの不達
2002年のスコット・ウィルソン報告書では追加費用に見合う需要がないとしてツイードバンク以遠の再開業は検討されなかったが、ボーダーズ・レール運動はスコティッシュ・ボーダーズの主要な観光地であるメルローズへの到達はそれなりの効果があるはずだと主張している。

### 混雑
開業以来、座席・券売機・駐車場（特にツイードバンク）の不足について数多くの苦情が寄せられており、一部列車は3両や4両に増結されている。しかし、ボーダーズ・レールウェイの開業と増結はスコットレール全体での車両不足にもつながっており、車両の追加借り入れを余儀なくされている。

### サービス水準
ボーダーズ・レール運動によれば（2016年2月）、ツイードバンクに時刻通り到着している列車は全体の35.5％に過ぎず、スコットレールの中でも最低水準である。これに加え、2016年3月31日から同年8月20日にかけての143日間のうち、74日で少なくとも1本以上の列車が運休となっている。このうち、特に大きな混乱は乗務員不足によるものが14日（想定を超える病休と有給取得に人気な季節が重なったことが原因）、158形の車両故障によるものが18日（暑さによる放熱器故障・交換により対処）、信号故障によるものが9日（車軸カウンタへの水の侵入・通信設備故障＆故障探知システム不備）発生した。

## 延伸

### 提案

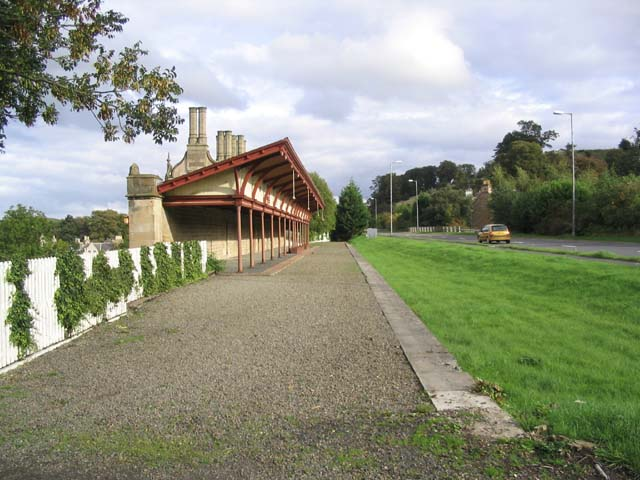
駅舎と片方のホームが残存するメルローズ駅跡
A6091号線がもう片方のホーム跡を通っている

ボーダーズ・レール運動はメルローズとホイック、そして最終的にはカーライルへの延伸を呼びかけている。団体によれば、ウェイヴァリー線廃止当時エディンバラからの所要時間が70分であったホイックは、スコティッシュ・ボーダーズのどの町よりも大きな影響を受けており、鉄道の再開業のみが地域経済の衰退を止めることができるとしている。メルローズでは、南行ホームと駅舎のみがメルローズ・バイパス（A6091号線）の横に残存しており、ネットワーク・レールはツイードバンク以遠への延伸を妨げるものはないとしているものの、道路の移設や築堤・橋梁の再構築などが必要であると推測される。
2014年4月には、スコットランド独立住民投票を控えてカーライルで行われた演説において、当時のスコットランド首相アレックス・サモンドがカーライルまでの延伸への支持を表明している。また、全線の再開業はキールダー周辺の森林からの輸送手段となるだけでなく、東西両海岸本線の迂回ルートにもなり、庶民院スコットランド委員会からも再開業を支持する声が上がっている。これに対し、トランスポート・スコットランドはバス路線や自転車道・散策路の拡充を優先させ、ホイックまで27kmの延伸を否定している。
2013年5月、ヘリオット・ワット大学がミッドロージアン・カウンシルによってボーダーズ・レールウェイとペニクイックをつなぐ16kmの支線の実現可能性調査を依頼されたことが明らかになった。少なくとも9.7kmの区間がエディンバラ・ローンヘッド・アンド・ロスリン鉄道に沿っており、特に分岐点であるミラーヒルからストレイトンまでの区間は廃線跡の大部分がそのまま残存している。なお、この支線は2000年にスコティッシュ・ボーダーズ・カウンシルがスコットランド交通財源から140万ポンドの予算獲得を目指した際にも検討されたものである。
2018年1月にはバーウィックシャー・ロックスバラ・アンド・セルカーク選挙区（英語版）選出の庶民院議員ジョン・ラモント（英語版）がハイ・スピード2の次期段階の前にボーダーズ・レールウェイの延伸を行うべきだと述べた。
2019年6月には、スコットランド政府はボーダーズ・レールウェイの電化を検討していることを認めた。

### 実現可能性調査
2015年6月にスコットランドインフラ大臣のキース・ブラウンはホイック及びカーライルへの延伸のための実現可能性調査発注に向け、話し合いを進めていることを明らかにした。また、同観光大臣のファーガス・エウィング（英語版）は同年7月にボーダーズ・レールウェイの開業を「観光産業にとって最もわくわくし、最も効果が見込める出来事・交通機関」と表現し、さらなる延伸を否定することはないとした。
2016年9月にはスコットランド運輸・島しょ大臣フムザ・ユサフ（英語版）が、戦略運輸計画調査の一環としてトランスポート・スコットランドがボーダーズ・レールウェイ延伸の事業性について調査し、2017年末までに報告を行うことを発表した。なお、検討されているルートのひとつとして、旧線と同じニューキャッスルトンではなく、ラングホルムを経由する案が存在する。
2019年3月5日には「ボーダーズ交通回廊　評価前要旨」なる報告書がトランスポート・スコットランドによって発行された。これはスコティッシュ・ボーダーズの交通網について複数の案を提示するものであり、ボーダーズ・レールウェイのホイックやカーライルへの延伸のほか、バーウィック・アポン・ツイードとの接続も案として盛り込まれている。
2019年4月にはカーライルまでの延伸の実現可能性調査の実施に対してイギリス政府が支持を表明し、同年6月にはボーダーランズ成長計画の一環として実現可能性調査実施に1億ポンドの予算がつけられたことが発表された。
ボーダーズ・レール運動は2017年5月30日に「ボーダーズ縦断鉄道新線要旨」と題した報告書を発行し、総選挙の立候補者に配布した。それによれば、廃線跡の96％が残存しており、カーライルまでの再開業にかかる費用は2012年の価格を基にした試算では64億4千万ポンドである。